# Hot Pink (album)
 Hot Pink là album phòng thu thứ hai của nữ ca sĩ và rapper người Mỹ Doja Cat. Album được phát hành vào ngày 7 tháng 11 năm 2019, bởi Kemosabe. Xuất phát từ phong cách dancehall và psychedelic trong album đầu tay Amala (2018) của cô, đó là một bản thu pop, R&amp;B và funk chứa các yếu tố từ nhạc soul. Doja Cat đã viết tất cả các bài hát cùng với các nhạc sĩ và nhà sản xuất của nó. Nó được sản xuất từ Doja Cat, Yeti Beats và Tyson Trax, trong số những người khác.
Album nhận được đánh giá chung từ các nhà phê bình âm nhạc. Nó ra mắt ở vị trí 93 trên Billboard 200 của Mỹ, sau một ngày ra mắt. Tuần tiếp theo, Hot Pink đã vươn lên vị trí thứ 19. Sau đó, album đã đạt đỉnh tại vị trí số 9 trên bảng xếp hạng trở thành album đầu tiên của cô lọt vào top 10 trên bảng xếp hạng. Nó bao gồm 6 đĩa đơn, bao gồm "Juicy" hợp tác với Tyga, "Bottom Bitch", "Rules", "Cyber Sex", "Say So" và "Like That". "Say So" đã trở thành đĩa đơn quán quân đầu tiên của Doja Cat trên Billboard Hot 100, sau khi hai bản phối lại có Nicki Minaj được phát hành lần lượt vào ngày 1 tháng 5 năm 2020 và ngày 8 tháng 5 năm 2020. Album có sự xuất hiện của khách mời từ Smino, Tyga và Gucci Mane. Theo Rolling Stone, Hot Pink đã bán được 382.900 đơn vị tương đương album ở Mỹ trong diễn biến thương mại của nó với 10,582 trong số đó là bản thuần.

## Danh sách bài hát
Danh sách ca khúc được lấy từ Instagram của Doja Cat. Nguồn từ Tidal.
| STT              | Nhan đề                            | Sáng tác | Producer(s)                                              | Thời lượng |
| ---------------- | ---------------------------------- | --- | -------------------------------------------------------- | ---------- |
| 1.               | "Cyber Sex"                        | Amala Zandile Dlamini Allan Grigg Yeti Beats Gerard Powell Lydia Asrat                                                           | KoOoL kOjAk tizhimself                                   | 2:46       |
| 2.               | "Won't Bite" (featuring Smino)     | Dlamini Christopher Smith Jr. Yeti Beats Kurtis McKenzie William Fadhili                                                         | Kurtis McKenzie Yeti Beats                               | 3:15       |
| 3.               | "Rules"                            | Dlamini Lukasz Gottwald Theron Thomas Ben Billions Salaam Remi Lydia Asrat                                                       | Tyson Trax Ben Billions Salaam Remi Danielle Alvarez [a] | 3:07       |
| 4.               | "Bottom Bitch"                     | Dlamini Travis Barker Yeti Beats Mark Hoppus Tom DeLonge                                                                         | Doja Cat Yeti Beats                                      | 3:18       |
| 5.               | "Say So"                           | Dlamini Gottwald Yeti Beats Lydia Asrat                                                                                          | Tyson Trax                                               | 3:58       |
| 6.               | "Like That" (featuring Gucci Mane) | Dlamini Gottwald Radric Delantic Davis Yeti Beats Lydia Asrat Theron Thomas                                                      | Tyson Trax Mike Crook                                    | 2:43       |
| 7.               | "Talk Dirty"                       | Dlamini Yeti Beats Kurtis McKenzie Lee Stashenko Lydia Asrat                                                                     | McKenzie f a l l e n                                     | 4:01       |
| 8.               | "Addiction"                        | Dlamini Ariowa Irosogie Richard Isong Yeti Beats Kurtis McKenzie                                                                 | Ari PenSmith P2J                                         | 3:28       |
| 9.               | "Streets"                          | Dlamini Darius Logan Dominique Logan Christopher Jefferies Yeti Beats Demarie Sheki Lydia Asrat Omari Grandberry Theron Feemster | Blaq Tuxedo                                              | 3:47       |
| 10.              | "Shine"                            | Dlamini Yeti Beats Gottwald | Tyson Trax                                               | 2:40       |
| 11.              | "Better Than Me"                   | Dlamini Troy NōKA Yeti Beats Lydia Asrat                                                                                         | Troy NōKA Johng Beats                                    | 3:22       |
| 12.              | "Juicy" (with Tyga)                | Dlamini Lydia Asrat Yeti Beats Gottwald Micheal Ray Stevenson                                                                    | Tyson Trax Yeti Beats CQ [a] Alvarez [a]                 | 3:23       |
| Tổng thời lượng: | Tổng thời lượng:                   | Tổng thời lượng: | Tổng thời lượng:                                         | 39:48      |

Ghi chú
- ^[a]  nhà sản xuất bổ sung

Nguồn
- "Bottom Bitch" lấy mẫu từ bài hát "What My Age Again?" Của Blink-182 trong album năm 1999 Enema of the State của họ.
- "Like That" lấy mẫu bài hát "Between the Sheets" của The Isley Brothers trong album cùng tên năm 1983.
- "Streets" lấy mẫu bài hát "Streets Is Callin" của B2K từ album nhạc phim năm 2003 You Got Served.

## Xếp hạng
| Chart (2019–2020)                        | Peak position |
| ---------------------------------------- | ------------- |
| Album Úc (ARIA)                          | 19            |
| Album Bỉ (Ultratop Vlaanderen)           | 114           |
| Album Bỉ (Ultratop Wallonie)             | 174           |
| Album Canada (Billboard)                 | 12            |
| Album Đan Mạch (Hitlisten)               | 13            |
| Album Hà Lan (Album Top 100)             | 12            |
| Estonian Albums (Eesti Ekspress)         | 3             |
| Album Phần Lan (Suomen virallinen lista) | 11            |
| French Albums (SNEP)                     | 53            |
| Album Ireland (OCC)                      | 31            |
| Italian Albums (FIMI)                    | 72            |
| Lithuanian Albums (AGATA)                | 3             |
| Album New Zealand (RMNZ)                 | 20            |
| Album Na Uy (VG-lista)                   | 8             |
| Swedish Albums (Sverigetopplistan)       | 20            |
| Album Anh Quốc (OCC)                     | 38            |
| US Billboard 200                         | 9             |
| Album Hoa Kỳ Top R&B/Hip-Hop (Billboard) | 8             |

## Chứng nhận
| Quốc gia                                                                           | Chứng nhận | Số đơn vị/doanh số chứng nhận |
| ---------------------------------------------------------------------------------- | ---------- | ----------------------------- |
| New Zealand (RMNZ)                                                                 | Gold       | 7.500‡                        |
| * Chứng nhận dựa theo doanh số tiêu thụ. ^ Chứng nhận dựa theo doanh số nhập hàng. |            |                               |

## Lịch sử phát hành
| Quốc gia       | Ngày                     | Định dạng                  | Hãng đĩa     | Ng.    |
| -------------- | ------------------------ | -------------------------- | ------------ | ------ |
| Nhiều quốc gia | Ngày 7 tháng 11 năm 2019 | Digital download streaming | Kemosabe RCA | [ 29 ] |
| Nhiều quốc gia | Ngày 20 tháng 2 năm 2020 | LP                         | Kemosabe RCA | [ 30 ] |